# 林玉書 (籃球運動員)
林玉書（1996年6月30日—）為臺灣女子籃球運動員，現效力於電信女籃。林玉書來自新竹，出身自舊社國小、光華國中、苗栗高商以及輔仁大學。2018年林玉書從大學畢業後在9月花一個月與電信女籃試練，同年10月正式加入球隊，為少數非電信建教體系的球員。2020年第15季WSBL，踏入職業生涯第二個球季的林玉書繳出7.4分、2.7籃板以及三分球命中率39.3%，收穫該賽季年度最佳第六人殊榮。

## 外部連結
- 林玉書在Eurobasket.com（球員）（英语）